# Ромеро, Оскар Арнульфо
Святой О́скар Арну́льфо Роме́ро-и-Гальда́мес (исп. Óscar Arnulfo Romero y Galdámez, монсеньор Ромеро, 15 августа 1918[…], Сьюдад Барриос, Сан-Мигель — 24 марта 1980[…], Сан-Сальвадор) — четвёртый архиепископ Сан-Сальвадорский, правозащитник. Застрелен правыми боевиками во время проведения службы. Канонизирован 14 октября 2018 года вместе с папой Павлом VI.

## Ранние годы
Оскар Ромеро родился 15 августа 1917 года в многодетной семье телеграфиста Сантоса Ромеро и Гуадалупе де Хесус Гальдамес. Мальчик отличался слабым здоровьем и рос молчаливым и замкнутым.
Окончив три класса государственной школы, где ему хорошо давались гуманитарные предметы и математика, продолжал обучение с преподавателем Анитой Иглесиас, пока ему не исполнилось двенадцать или тринадцать лет. Всё это время отец учил Оскара плотницкому делу, которое, как предполагалось, станет его профессией.
Ромеро с детства любил бывать в церкви. 4 апреля 1942 года в Риме был рукоположён в священники и задержался в Италии, чтобы получить докторскую степень по аскетической теологии. В 1943 году, не закончив работы над диссертацией, он был вызван на родину, куда и отправился с другом и также священником отцом Вальядаресом. На пути в Сальвадор они останавливались в Испании времён Франко и на Кубе, где их задержала полиция и поместила в лагерь для интернированных, так как они прибыли из фашистской Италии. После нескольких месяцев в тюрьме отец Вальядарес заболел, и обоих священников перевели в больницу. После этого им позволили вернуться домой.

## Священство
Ромеро получил назначение в муниципалитет Анаморос, но затем переехал в Сан-Мигель, где в течение 20 лет служил приходским священником. Затем был назначен ректором межъепархиальной семинарии в Сан-Сальвадоре. В 1966 году был избран секретарём епископальной конференции Сальвадора. Также стал главным редактором епархиальной газеты Orientación, которая при нём отличалась умеренным консерватизмом и отстаивала традиционное понятие об учительной роли церкви (Magisterium Ecclesiae).

## Архиепископство
В 1970 году Ромеро был назначен вспомогательным епископом Сан-Сальвадора, что вызвало некоторое недовольство со стороны более прогрессивной части сальвадорских священников. В декабре 1975-го принял назначение епископом епархии Сантьяго-де-Мария.
23 февраля 1977 года Ромеро стал архиепископом Сан-Сальвадора.
12 марта неизвестными в военной форме был расстрелян друг Ромеро, священник-иезуит прогрессивного толка Рутилио Гранде, организатор христианских низовых общин среди беднейших крестьян. Его смерть оказала глубокое влияние на Ромеро, который позднее сказал: «Глядя на мёртвого Рутилио, я подумал: „Если его убили за то, что он делал, значит, моя очередь идти по этому же пути“». Ромеро призывал правительство во главе с Артуро Армандо Молиной расследовать обстоятельства смерти друга, но его требование проигнорировали. В прессе началась кампания против «священников третьего мира», которых объявили виновными в разжигании ненависти и классовой борьбы. Ромеро превратился «из союзника олигархии в красноречивого представителя бедноты».
С невиданным ранее радикализмом он выступал против бедности, социального неравенства, убийств и пыток, что сделало его известным и за пределами страны. В феврале 1980 года ему было присвоено звание почётного доктора Католического университета города Лёвен. Во время поездки в Европу Ромеро встретился с папой Иоанном Павлом II и выразил озабоченность тем, что происходит в его стране.
В 1979 году в Сальвадоре пришла к власти Революционная правительственная хунта. В адрес Ромеро почти ежедневно стали поступать угрозы. Он выступил с осуждением США за оказание военной помощи новому правительству и в феврале 1980 года написал Джимми Картеру о том, что увеличение военной помощи со стороны США «обострит несправедливость и репрессии», направленные против людей, которые зачастую борются за элементарные человеческие права. Правительство США, не желая, чтобы Сальвадор стал вторым Никарагуа, никак не отозвалось на увещевания архиепископа, хотя посол Роберт Уайт — католик по исповеданию и либерал по убеждениям — был его личным другом и оказывал морально-политическую поддержку.

## Гонения на церковь
В том же году, когда произошло убийство отца Гранде, появились листовки с надписью «Будь патриотом! Убей священника!» В своей речи в Лёвенском университете, говоря о гонениях на церковь, Ромеро сказал:
Менее чем за три года более пятидесяти священников подверглись нападениям, угрозам и клевете. Шесть из них убиты и признаны мучениками; многих пытали, других изгнали из страны. Объектами преследования стали и набожные женщины. На епархиальную радиостанцию, католические образовательные учреждения и христианские организации постоянно нападают, грозят им бомбами. Несколько монастырей разграблено.
Оскар Ромеро, 2 февраля 1980 года
Католические священники, убитые в Сальвадоре с 1977 по 1980 год:
- Рутилио Гранде — 12 марта 1977
- Альфонсо Наварро — 11 мая 1977
- Эрнесто Баррера — 28 ноября 1978
- Октавио Ортис — 20 января 1979
- Рафаэль Паласиос — 20 июня 1979
- Наполеон Масиас — 4 августа 1979

## Убийство и похороны
24 марта 1980 года, во время богослужения в часовне больницы «Божественного провидения», архиепископ Ромеро был убит выстрелом в сердце из винтовки. Убийство было совершено на следующий день после проповеди, в которой он призвал сальвадорских солдат как богобоязненных христиан прекратить насилие и нарушения прав человека. Как следует из аудиозаписи мессы, он был убит в то время, когда держал Святые Дары. После выстрела его кровь залила алтарь.
Вероятно, Ромеро погиб от рук правых эскадронов смерти. Это мнение подтверждает официальный доклад ООН 1993 года, где говорится, что приказ об убийстве отдал Роберто д’Обюссон — основатель и лидер Союза белых воинов (именно эта группировка вела кампанию террора против священников и иезуитов) и Националистического республиканского альянса (АРЕНА), неофашист и организатор эскадронов смерти. В качестве организатора был определён Эктор Антонио Регаладо — основатель «эскадрона смерти» FAR, отличавшегося особой жестокостью. Непосредственным исполнителем убийства считается сержант Национальной гвардии Марино Самайор Акоста. Однако эти обвинения формально носят характер версий и подозрений, поскольку судебного вердикта так и не было вынесено.
В 2004 году суд США по иску правозащитной организации «Центр правосудия и ответственности» признал Альваро Рафаэля Саравию — подчинённого Регаладо и активного участника «эскадронов смерти», виновным в подготовке и участии в убийстве архиепископа Ромеро. По решению суда, Саравия должен выплатить 10 миллионов долларов за внесудебные убийства и преступления против человечности (Doe v. Rafael Saravia, 348 °F. Supp. 2d 1112. E.D. Cal. 2004).
Прах Ромеро покоится в кафедральном соборе Сан-Сальвадора. На состоявшейся 30 марта 1980 года заупокойной службе присутствовало более 250 тысяч человек из разных стран мира. Священник-иезуит и антивоенный активист Джон Дир сказал: «Похороны Ромеро были крупнейшей демонстрацией в истории Сальвадора, а кое-кто говорит, что и в истории Латинской Америки».
Во время церемонии на площади перед собором взорвалась бомба, после чего раздались выстрелы. В начавшейся панике погибли несколько десятков человек. Убийство Ромеро стало прологом к гражданской войне в Сальвадоре, в которой правительству и эскадронам смерти противостоял леворадикальный Фронт национального освобождения имени Фарабундо Марти. Сам покойный Оскар Ромеро высказывался о своих надеждах на будущее Сальвадора следующим образом: «Силы олигархии, возможно, даже одержат кратковременную победу, однако наш народ заявит о себе и рано или поздно победит. Новое общество грядет, и его время наступит. В сердце сальвадорского народа всегда должно гореть пламя социальной справедливости».

## Канонизация
На протяжении многих лет процесс беатификации Оскара Ромеро тормозился консервативными кругами Ватикана, которые считали его разделявшим марксистские взгляды. Однако в августе 2014 года папа римский Франциск официально разрешил начать процесс беатификации и выразил надежду, что беатификация пройдёт быстро. 3 февраля 2015 года Папа Франциск признал мученичество Оскара Ромеро.
Оскар Ромеро был беатифицирован 23 мая 2015 года в Сан-Сальвадоре. На мессе беатификации, которую возглавил кардинал Анджело Амато, присутствовало около 250 тысяч человек. 14 октября 2018 года Оскар Ромеро был канонизирован папой римским Франциском при стечении огромного количества христиан. В богослужении использовались элементы облачения папы Павла VI, а также представлены для поклонения реликвии, связанные с жизнью новоканонизированных святых.
С 1999 года в Сальвадоре действует общественная организация Fundación Monseñor Romero — Фонд Ромеро. Возглавляет эту структуру Мариса д’Обюссон де Мартинес — младшая сестра майора д’Обюссона. Мариса Мартинес всю жизнь является убеждённой сторонницей архиепископа Ромеро и его идей.

## В искусстве
- Деятельности Оскара Ромеро на посту архиепископа посвящён американский художественный фильм «Ромеро». Заглавную роль в нём исполнил Рауль Хулия.
- Убийство Оскара Ромеро отражено в художественном фильме «Сальвадор» режиссёра Оливера Стоуна, а также в байопике 2005 года «Без страха: Жизнь папы Иоанна Павла II» режиссёра Джеффа Блекнера.
- В 2008 году снят документальный фильм «Monsenor: The Last Journey of Oscar Romero», реж. Ана Карриган и Джулиет Вебер.